# Pezoloma iodopedis
Pezoloma iodopedis är en svampart som beskrevs av Korf, Lizon & Iturr. 1998. Pezoloma iodopedis ingår i släktet Pezoloma och familjen Leotiaceae.   Inga underarter finns listade i Catalogue of Life.